# Provinciale weg 305
De provinciale weg 305 (N305) is een provinciale weg in de provincie Flevoland. Het is de secundaire verbinding tussen Almere en Dronten via Biddinghuizen. De weg is over het grootste deel een autoweg met twee rijstroken per richting, enkel het deel tussen de N302 en de N309 telt één rijstrook per richting.
Van 1985, bij de openstelling van de Waterlandseweg, tot de openstelling van de A27 tussen Huizen en knooppunt Almere in 1999, was het gedeelte tussen de aansluiting Almere Stad van de A6 en de aansluiting Zeewolde van de A27 onderdeel van rijksweg 27 en genummerd als N27. Tussen 2015 en eind 2017 werd dit gedeelte omgebouwd naar 2×2 rijstroken. De maximumsnelheid op dit traject bleef 80 km/h.

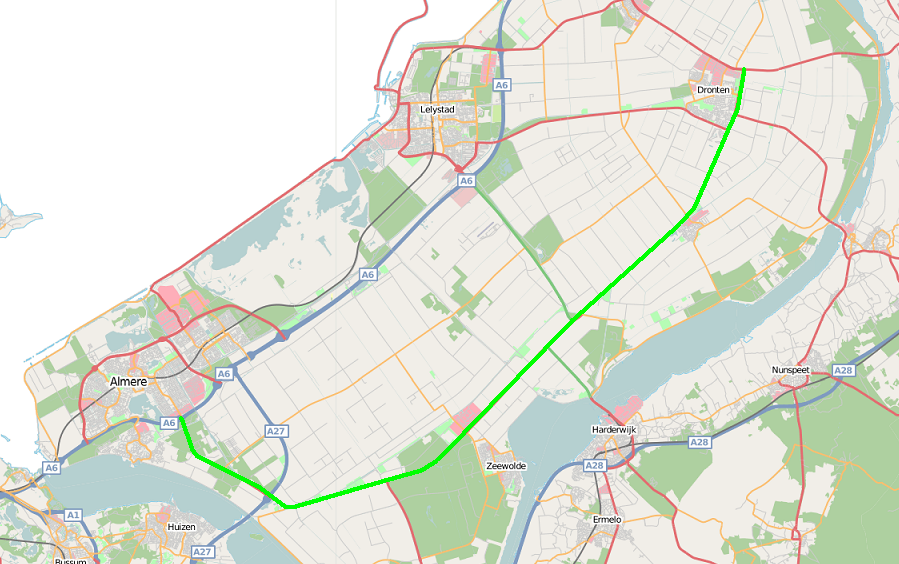
Detailkaart

N23 · N34 · N224 · N225 · N229 · N233 · N271 · N301 · N302 · N303 · N304 · N305 · N306 · N307 · N308 · N309 · N310 · N311 · N312 · N313 · N314 · N315 · N316 · N317 · N318 · N319 · N320 · N322 · N323 · N324 · N325/A325 · N326/A326 · N327 · N329 · N330 · N331 · N332 · N333 · N334 · N335 · N336 · N337 · N338 · N339 · N340 · N341 · N342 · N343 · N344 · N345 · N346 · N347 · N348/A348 · N349 · N350 · N351 · N352 · N375 · N377

N418 · N701 · N702 · N703 · N704 · N705 · N706 · N707 · N708 · N709 · N710 · N711 · N712 · N713 · N714 · N715 · N716 · N717 · N718 · N719 · N720 · N727 · N731 · N732 · N733 · N734 · N735 · N736 · N737 · N738 · N739 · N740 · N741 · N742 · N743 · N744 · N745 · N746 · N747 · N748 · N749 · N750 · N751 · N752 · N753 · N754 · N755 · N756 · N757 · N758 · N759 · N760 · N761 · N762 · N763 · N764 · N765 · N766 · N768 · N781 · N782 · N783 · N784 · N785 · N786 · N787 · N788 · N789 · N790 · N791 · N792 · N793 · N794 · N795 · N796 · N797 · N798 · N800 · N801 · N802 · N803 · N804 · N805 · N806 · N810 · N811 · N812 · N813 · N814 · N815 · N816 · N817 · N818 · N819 · N820 · N821 · N822 · N823 · N824 · N825 · N826 · N827 · N830 · N831 · N832 · N833 · N834 · N835 · N836 · N837 · N838 · N839 · N840 · N841 · N842 · N843 · N844 · N845 · N846 · N847 · N848 · N852 · N855

Cursief vermelde wegen zijn voormalige provinciale wegen.